# Klášterec nad Ohří
Klášterec nad Ohří (Klösterle an der Eger) grad je na sjeverozapadu Češke uz granicu s Njemačkom. Nalazi se ispod Rudne gore na rijeci Ohře. Grad ima 15.854 stanovnika. Prije 2. svjetskog rata većinsko je stanovništvo bilo njemačko. Tijekom Drugog svjetskog rata nakratko je bio pripojen Trećem Reichu.